# Nicos Anastasiades

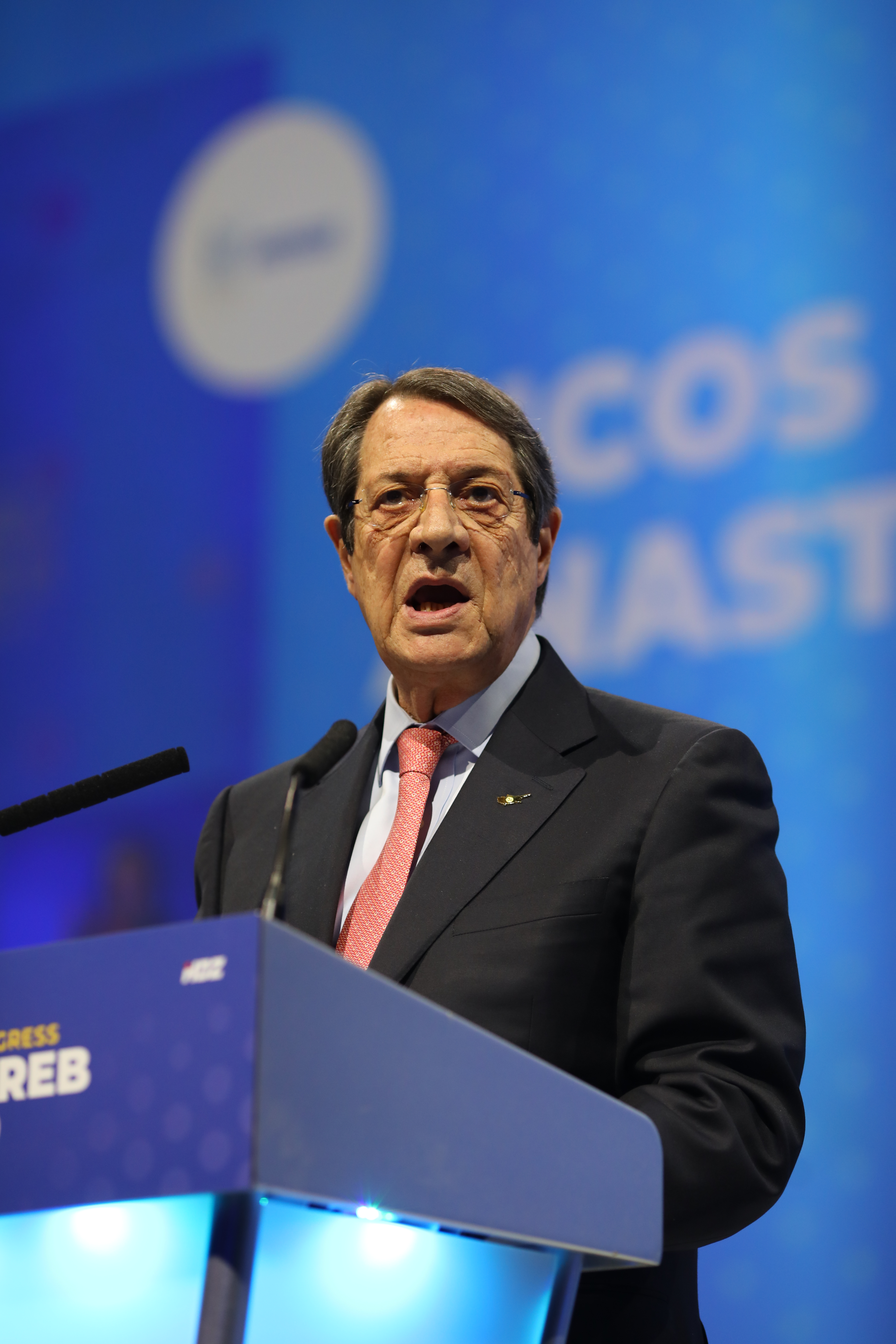
Nicos Anastasiades 2019.

Nicos Anastasiades, född den 27 september 1946  i Pera Pedi, är en cypriotisk politiker för Demokratisk samling. Han valdes till Cyperns president i presidentvalet 2013 och tillträdde den 28 februari 2013. I februari 2018 omvaldes han för en andra mandatperiod.